# ディスカバリー・ベイ

ディスカバリー・ベイの場所

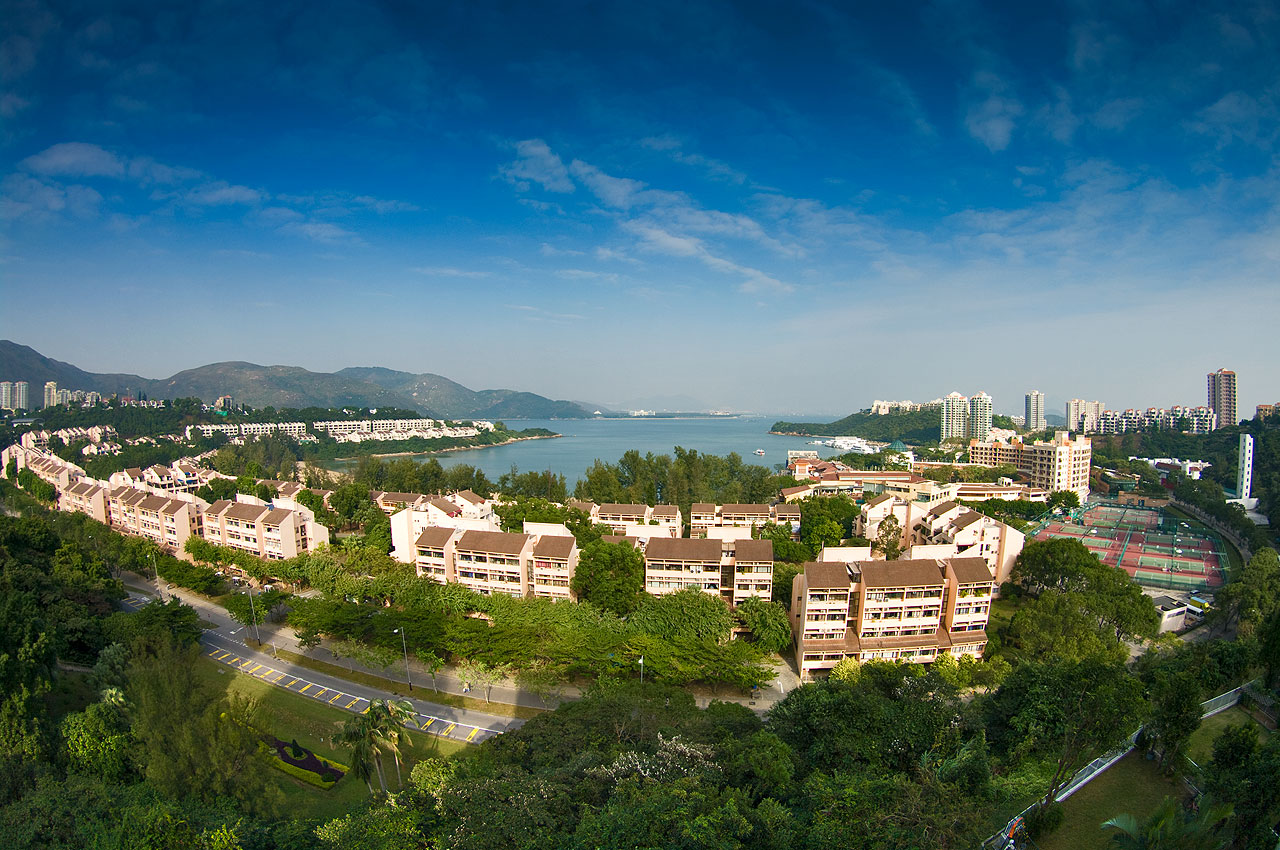
ディスカバリー・ベイ

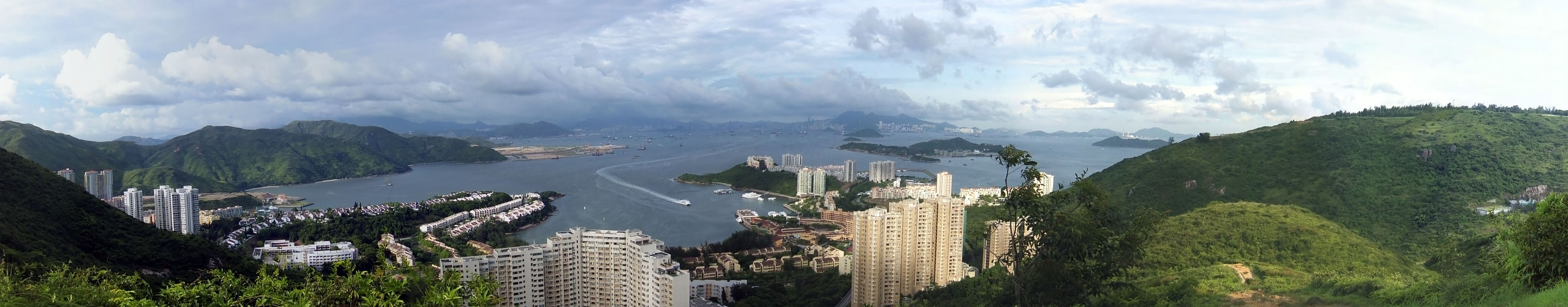
大白湾とディスカバリー・ベイ

ディスカバリー・ベイの地図

ディスカバリー・ベイ（愉景湾、Discovery Bay、DB）は、香港のランタオ島東側に造成された住宅地並びにレクリエーション施設、商業施設およびレストランなどからなる複合開発地域である。 広さは約650ヘクタールで、大白湾と二白湾の2つの海岸を有する。
現在約16,000人が暮らしており、30を超える各国からの国外居住者（いわゆる海外駐在員）が、多くのコミュニティを形成している。 2 km西には香港ディズニーランド、一番近い香港島までの距離は約12 km。
ハウスと呼ばれる庭付き・庭無しの一戸建から、ローライズと呼ばれる最高5階建て程度の低層住宅、さらには最高24階建ての高層住宅に至るまでの様々な住居が、13期までが完成している（2010年6月現在）。さらには400mのプライベートビーチ（といっても誰でも入れるが、ライフガードは現在常駐していない。ブイは一応設置されているが、水質も含め遊泳は自己責任）や多くの公園が整備されている。また主に居住者が加入するレジデンスクラブ（DBRC）およびクラブ・シエナ（Club Siena）、主にハウスボート (en:Houseboat) 居住者が加入するマリーナクラブ（DBMC）、主にゴルフコース会員およびゴルフコース周辺の居住者（Bijou Hamlet）が加入するゴルフクラブ（DBGC）の4つの会員制クラブが運営され、メンバーはそれぞれの施設を有償・無償で利用することができる。ただしまだ当初デベロッパーが提示していた30万平方メートルにも及ぶ公共レクリエーション施設がまだ完成されておらず、住民の不満となっている。
しかしながら過密都市香港の中において、オープンスペースを重視して開発された住環境（開発率を0.12に制限している）は、人口がまばらなランタオ島で東涌ニュータウンにつぎ2番目に人気のある地区として認められている。また、通常香港の開発地域では認められることのないペットが飼えることも人気の理由となっている。

## 歴史
ディスカバリー・ベイは、1976年に香港興業（Hong Kong Resort Company Limited-HKR）前オーナーの王永祥が、香港政庁との契約に基づき、包括的なレジャーリゾート施設を開発する構想を打ち立てた。王はディスカバリー・ベイを旅行者たちを迎えるホテルやコンドミニアム、3つのゴルフコースからなる施設として開発する計画だった。しかし金融危機により王が財政的に苦境に陥ると、ディスカバリー・ベイの土地所有権は債権者であるソ連のモスクワ人民銀行シンガポール支店の手に渡った。
当時は米ソ冷戦の緊張が高まっていた時期であり、また中ソ対立も背景となって、英中両政府は、このことを政治的観点からとても憂慮した。
そこで1977年5月、香港興業は中国政府の介入により、査済民の中国染廠および、胡応湘爵士の中央建業が共同設立した豊利有限公司（Thornleigh Limited）の支援を受け、3,000万ドルを投じてモスクワ人民銀行に抵当されていた香港興業の株式を買い戻した。その後、1978年11月に香港興業の80%の株式を取得し、1979年初頭には査がイギリス系資本の香港上海滙豊銀行および田元灝名義の萬泰製衣（Manhattan Garments）を引き入れ、残りの20%の株式を購入させ、すべての債務を返済した。
債務完済後は、水源および生活インフラストラクチャーを整備する開発に着手した。当初計画は大幅に変更され、リゾートではなく質の高い住環境およびコミュニティを提供する居住地域とする計画とした。ただその変更は当時の香港政庁が、土地譲渡の際の計画から開発実行委員会が正式に変更した計画に関する正式な承認を求めていなかったことが、事業を引き受けてから何年も経った2004年になって判明したため、計画が再検討された。2004年の政府検査委員会のレポートによると、Land Departmentは特に土地プレミアムに関する査定や支払いもなかったことから、現在既に進行している現開発を承認するために、非常に厳しく徹底的な調査を実施した。
他の香港の大規模プロジェクトと違い、ここでは道路、電気や水道を含めすべてが民間資本で整備された。それは政府が運営する消防署や警察署、公立学校までもが開発業者によって建築された。これらについて政府は、2003年にバージョン6.0aがリリースされた、開発振興計画のマスタープラン による認可およびチェック機関の役を果たしている。このバージョンのプランは、主に北部へ延伸計画が含まれている。

## 現在の開発状況
香港興業により期（Phase）に分けられて開発されていて、最終的には25,000人の入居を見込んでいる。以下の表は2011年4月現在のもので、英語表記のままとしている。
| 期の数    | 日付       | 発展名                                                                    | アパートの数 | High-rise Units | Low-rise Units | 区域   |
| --------- | ---------- | ------------------------------------------------------------------------- | ------------ | --------------- | -------------- | ------ |
| Phase 1:  | 1982年     | Beach Village, Headland Village & Parkridge Village                       | 504          |                 |                | 大白湾 |
| Phase 2:  | 1985年9月  | Midvale Village                                                           | 381          |                 |                | 大白湾 |
| Phase 3:  | 1986年6月  | Headland Village, Parkvale Village, Hillgrove Village & Parkridge Village | 800          |                 |                | 大白湾 |
| Phase 4:  | 1998年6月  | Peninsula Village                                                         | 143          |                 |                | 半島   |
| Phase 5:  | 1990年6月  | Greenvale Village                                                         | 1,344        |                 |                | 大白湾 |
| Phase 6:  | 1991年9月  | DB Plaza                                                                  | 144          |                 |                | 大白湾 |
| Phase 7:  | 1994年9月  | La Vista & Bijou Hamlet                                                   | 238          |                 |                | 大白湾 |
| Phase 8:  | 1995年5月  | La Costa                                                                  | 319          |                 |                | 大白湾 |
| Phase 9:  | 2000年5月  | La Serene                                                                 | 181          |                 |                | 大白湾 |
| Phase 10: | 2000年1月  | Neo Horizon                                                               | 219          |                 |                | 二白湾 |
| Phase 11: | 2002年2月  | Siena One                                                                 | 298          |                 |                | 二白湾 |
| Phase 12: | 2003年3月  | Siena Two                                                                 | 757          |                 |                | 二白湾 |
| Phase 13: | 2006年12月 | Chianti                                                                   | 520          |                 |                | 二白湾 |
| Phase 14: | 2011年3月  | AMALFI                                                                    | 164          |                 |                | 二白湾 |

　現在進行中および計画中のプロジェクト
- 北部交通インターチェンジおよび関連事業（2009 新トンネルサービス開始、ホテル開業 - 遅延中）
- コンファレンス＆リゾートホテル w/スパ（2009外装工事終了、内装工事が経済危機の影響で遅延）

## コミュニティ、レクリエーションおよびエンターテイメント

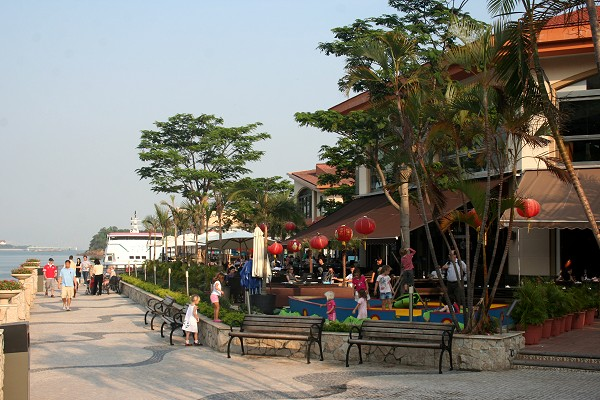
プラザの海側からフェリー埠頭を臨む

ディスカバリー・ベイの暮らしは主に、バスターミナル、フェリー埠頭、屋根付き回廊が整備されたスーパーマーケット、各種専門店、クリニックや多数いるペットを診るための獣医などがあるDBプラザを中心としている。
またDBプラザには、D Deckと名付けられた飲食店街で、多くの飲食店が各国の料理を提供している。
また、ディスカバリー・ベイの開発は大白灣ビーチ（DBビーチ）、4つの会員制レクリエーションクラブ（27ホールゴルフコース、ハウスボート用のマリーナを含む）、自然の小川や岩のプール、ディスカバリー・ベイロード（愉景湾道）沿いの自転車道、人工芝のサッカー場、バスケットボールコート、多くの子どものためのプレイグラウンド（公園）が散在し、ランタオ島の他の地域（トラピスト修道院、梅窩）とを結ぶハイキングコースなど多くのアメニティが含まれている。しかしながら土地譲渡の際に元々承認されているデベロッパーが果たすべきマスタープラン内の拡張計画にはまだほど遠い。コミュニティセンター/屋内レクリエーションセンターは2007年にようやく完成、これは北部の拡張プランが承認されてから7年もの月日を要した。しかし政府がオペレータを任命した2009年まで引き継ぎがおこなわれなかった。
ディスカバリー・ベイからはバスで15分から25分で東涌と結ばれている。東涌にはさらに多くのレストランやシネコン、そして3つのショッピングモールがあり、ディスカバリー・ベイの多くの住民がそれらも利用している。
DBのクラブ
（すべて会員制で、それぞれに会費が必要。一部施設は他のクラブの会員でも使用可）
- ディスカバリー・ベイ・レジデンスクラブ／クラブシエナ（Discovery Bay Residents Club and Club Siena：DBRC）…下の2クラブ以外の住民が主に会員
- ディスカバリー・ベイ・マリーナクラブ（Discovery Bay Marina Club：DBMC）…主にハウスボートメンバーが会員
- ディスカバリー・ベイ・ゴルフクラブ（Discovery Bay Golf Club：DBGC）…主にゴルフコース会員およびゴルフコース周辺の居住者（Bijou Hamlet）が会員

ディスカバリー・ベイの住居はかつてDBRCの設立債権と共に販売されていて、それはクラブ会員になる権利となっていた。ただし月会費が別途必要なため、メンバーになるかは選択が可能。DBレジデンスクラブの会員は、今では自動的にクラブシエナの会員となる。DBマリーナクラブとDBゴルフクラブの加入権は、マーケットで取引されている。
DBマリーナクラブは、ハウスボートで暮らす人々のためにバース（停泊施設）および地上の施設を提供している。マリーナは稔樹湾内にあり、そこは貨物船や街渡として知られる、すぐそばの坪洲やトラピスト修道院、約2km離れた梅窩を結ぶ民営の渡し船が使う桟橋のすぐそばの、DBの西端位置している。梅窩まで航路は、かつてはディスカバリー・ベイ運輸サービス（Discovery Bay Transportation Services Limited - DBTPL）によるハイスピードフェリーで運航されていた。
また住民により運営されているクラブも多数存在し、参加することができる。例えばランタオボートクラブ(カタマランセイリングおよびアウトリガーカヌーのクラブ)、ディスカバリー・ベイ・パイレーツ・ラグビークラブといったもの、さらには様々な宗派や教会の宗教礼拝施設も多数運営されている。

## 地形および原生動物
ほとんどの香港の地形についていえることだが、ランタオ島は水が湧き出る1対の丘の様に見える（?-Lantau Island seems to be a set of hills that rise out of the water）。ディスカバリー・ベイは丘と海の間にあり、その開発区域からはどちらにも行くことができる。465mの丘には直接辿り着くことができ、ハイキングコースはランタオ内のすべての峰を結び、互いに行き来することができる。
ランタオの丘からは、気をつけないと簡単に緑に覆われた丘にドラマティックに落っこちてしまう。ディスカバリー・ベイには連なる岩でできたプールがあり、それは人工的に作られた排水システムにも繋がっている。ディスカバリー・ベイ貯水池は住民に供給する水道の水源でもあるが、この地域の地形のため、多雨による貯水量の急激な増加は危険度を高めるため、モンスーンシーズンの豪雨に対応するセメントによる放水路が整備されている。水を海に誘導するこれら膨大な水路は、自然の岩肌を超えながら天然の雨水による自然のプールや滝を形成している（注：ディスカバリー・ベイは2000年12月に政府による水道に切り替えている）。
ディスカバリー・ベイには多くの動物が暮らしていて、その多くがペットが野生化したものである。しかしながらランタオ島には、元々多くの種別の生物がいたし、今も暮らしていて、それらは今でもディスカバリー・ベイ周辺でも見ることができる。それらのほとんどは小鳥、かもめ、トビのような鳥類であり、かつてはペリカンやカモ・アヒル類、サギなども見られた。鳥類は人口が増加していく状況にも対応でき、拡張によっても依然として留まり続けている。赤鱲角に新香港国際空港が建設されるまで、野生の牛並びに水牛が、牧草化された丘に繁殖していた（今でも希にバス通り上に出現する）。益々勢いづく香港の開発によって、イルカやクジラの生息地を狭めてしまっている。特に有名なのは、皮膚がピンクに見えることからしばしばピンクドルフィンと呼ばれるシナウスイロイルカ についてである（香港の環境も参照のこと）。

## ディスカバリー・ベイの交通網
中環（セントラル）3号フェリー埠頭と24時間サービスのフェリーがディスカバリー・ベイ運輸サービス (DBTPL) により運航されている。また、北部のトンネルから北ランタオ高速道路と平行している一般道に接続している。

### 外部と結ぶ交通
外部と定期運航されている交通サービスには、以下がある。
フェリー
- 24時間の定期運航フェリーが大白灣にあるディスカバリー・ベイ埠頭から、香港島中環地区の3号埠頭とを結んでいる。所要時間は約30分、ピーク時15分間隔、通常30分間隔、深夜から早朝にかけては6〜90分間隔で運航されている。運賃は 2011年4月現在 片道大人HK$40、子供（満12歳未満、1歳以下は無料）と老人（満65歳以上）は半額。これとは別に深夜〜早朝の時間帯（00:00-06:00）はHK$17の深夜料金が加算される（子供老人同額）。利用者はトークンを窓口で購入して、乗車する。オクトパスカードおよびTカード（当フェリー専用のプリペイドの非接触式ICカード乗車券）も利用可能。以前はオクトバスカードだとHKD0.2（深夜だとHKD0.5）トークンを買うより安く設定されていたが、2015年6月現在は同額。Tカードはポイント式で1,550ptをHKD1,310でチャージできるプランAと、930ptをHKD858でチャージできるプランBがある。そして1回につき37.8ptを消費する。プランAだと1乗船約HKD31.95相当、プランBだと約HKD34.87相当となる。深夜は17.8pt加算される（プランAだとHKD15.04相当）チャージしてから180日経つと期限切れとなり、再アクティベートするのにHK$30が必要。またHK$20のデポジットが必要（カードを返せば返金される）。2005年より埠頭および香港のみならずアジアにおいても他に例のない、フェリー内での無料Wi-Fiサービス (Free-on-Board Wi-Fi) が提供されている[6]。
- 独立した業者によって運営されている街渡がすぐそばの坪洲やトラピスト修道院、約2km離れた梅窩（中国語版）とを結んでいる（所要時間は各々大体10〜20分程度）。

2000年に北部のトンネルが開通するまで、フェリーのみが唯一ディスカバリー・ベイに到達する手段であった。HKRの完全子会社であるDBTPLによって運営されるフェリーは、今でも主な交通手段の一つである。セントラルとを結ぶそのフェリーは、大型のものが約500人乗りの双胴船、小型のものが約300人乗りの単胴船で、共にシンガポールのマリンテクニク製のジェットフォイルである。
バス
2000年に約2.4 kmのトンネルが北部に開通し、北ランタオ高速道路と平行している一般道に接続したことで、ディスカバリー・ベイへ道路を通じてアクセスすることが可能になり、ランタオ島の他の地域や九龍地区、および新界地区へのアクセスが容易になった。トンネルが開通したことにより、東涌や香港国際空港と結ぶ路線バスの運航が開始された。また2005年9月には、香港ディズニーランド開業と同時に開業したMTR欣澳駅までのバスの運行も開始され、九龍地区や新界地区へのアクセスがさらに便利になった。
2015年6月現在、外界と結ぶ3本のバス路線は、HKRのもう一つの完全子会社であるディスカバリー・ベイ運輸サービス社（Discovery Bay Transit Services Limited - DBTSL）によって以下の5路線が運行されている。
- DB01R: DBプラザ - MTR東涌駅 間（HK$10, 子供（3歳以上12歳以下）および老人（65歳以上）はHK$5、所要時間約20分、大体20分間隔での運行）
- DB02R: DBプラザ - 國泰城 Cathay City（往路のみ） - 香港国際空港 間 （HK$35、子供老人同額、所要時間約30分、通常30分間隔、深夜早朝60分間隔の24時間運行）
- DB03R: DBプラザ - MTR欣澳駅 間（HK$10, 子供および老人はHK$5、所要時間約15-20分、 朝の混雑時は約8分間隔、それ以外は20分間隔での運行）
- DB02A: DBノース - 國泰城 Cathay City（往路のみ） - 香港国際空港 間 （HK$35、子供老人同額、所要時間約30分、通常1時間間隔、7:15DBノース発始発〜23:45空港発が最終）
- DB03P: DBノース - MTR欣澳駅 間 (HK$10, 子供および老人はHK$5、所要時間約15-20分、 朝以外大体30分間隔での運行)
- DB01S: DBノース - MTR東涌駅 間は廃止となった。

子供料金が設定されているバスルートでは、18歳以下の学生・生徒に限り、その証明書を提示することにより子供料金で乗車することができる。
VIPエアポート・グリーティング・サービス VIP Logistic Service
自家用車による空港送迎サービス。これは定期ではなく事前予約制で、乗車日の1ヶ月前から予約が可能。片道HK$280（トンネル通行料HK$120を含む）、1台で4人まで乗車が可能。

### 域内交通
バス路線
域内の交通もDBTSLによって24時間運航されており、ディスカバリーベイ内の様々な居住区域と、フェリー埠頭やDBプラザ近くのバスターミナルとを結んでいる。料金はHKD4.4、子供老人同額。
路線は以下のようになっている（行先名は英名称のまま）。
- 1：Discovery Bay Pier-Headland Drive/Parkland Drive  Schedule
- 2：Discovery Bay Pier-Hillgrove Village/Midvale Village（平日朝夕及び土曜日朝のラッシュ時のみ運行） Schedule
- 3：Discovery Bay Pier-Hillgrove Village/Parkvale Village（平日朝夕及び土曜日朝のラッシュ時のみ運行） Schedule
- 2/3：Discovery Bay Pier-Midvale Village/Parkvale Village（循環線）（平日朝夕及び土曜日朝のラッシュ時以外の運行）Scheduleは上記2または3のものを参照、太字の時刻
- 4：Discovery Bay Pier-Siena Two(平日朝のラッシュ時のみ運行)  Schedule
- C4：Discovery Bay Pier-Siena Two/DB (N) Com. Centre/Siena One（循環線）（平日朝のラッシュ時以外の運行）  Schedule
- 5：Discovery Bay Pier-La Vista/La Serene  Schedule
- 6：Discovery Bay Pier-Seabee Lane（循環線）  Schedule
- 7：Discovery Bay Pier-Capeland Drive  Schedule
- 8：Discovery Bay Pier-Caperidge Drive  Schedule
- 9：Discovery Bay Pier-Siena One/DB (N) Com. Centre（平日朝のラッシュ時のみ運行）  Schedule
- C9：Discovery Bay Pier-iena One/DB (N) Com. Centre/Siena Two（循環線）（平日朝のラッシュ時以外の運行）  Schedule
- 9A：Discovery Bay Pier←→Chianti（平日07:10-21:40間のみ運行）  Schedule
- 9S：Club Siena-Peninsula Village (Capeland Drive)（循環線）  Schedule

上記以外に、バスターミナルとマリーナクラブを結ぶバスと及びゴルフクラブ＋Bijou Hamletを結ぶバスも存在する。また朝の登校時は、各地域からディスカバリー・ベイ国際学校行きのバスも運行される。また、2010年6月より、Chianti-DB (N) Com. Centreの無料シャトルバスが運行開始した。これはDBノースに開業したことによる。
かつてはショッパーズ・バス（Shoppers Bus）という循環線のバスルートがA、B、C、Dの4路線存在していた。このバスは当初よりノンステップバスが採用され（路線Dを除く）ベビーカーを折りたたまずに乗車できたので、小さい子供を連れた親が買い物の後そのまま帰る手段として重宝されていた。ただし香港の法律においてバスの車内ではベビーカーは折りたたまなくてはならないことが厳しく適用され、廃止となった。ショッパーズ・バスは一般に設けられているバス停以外でも停車したので、スピードは遅かったのだが、使い勝手はよかった。
- A：Discovery Bay Pier-Capeland Drive/Peninsula Village/Caperidge Drive（循環線）
- B：Discovery Bay Pier-La Vista/La Serene/Hillgrove Village/Midvale Village/Parkvale Village（循環線）
- C：Discovery Bay Pier-Greenvale Village/Neo Horizon（循環線）
- D：Discovery Bay Pier-Headland Drive/Parkland Drive/Seabee Lane（循環線）

ハイヤーカー Hire Car Service
ある地点からある地点へ移動する場合、その行き先が最初に乗車するバスの道中にない時は、バスターミナルで乗り換えて向かうことになる（バスターミナルがハブになっている）。例えば、学校やクラブや教会が自分の区域と結ぶバスのルート上にない場合は、そのように乗り換えていくことになる。けれども、住民はバスターミナルを経由せず、ある地点からある地点に直接向かいたい場合は、ハイヤーカーと呼ばれる域内の乗合タクシーを利用することができる。
料金はHK$20（深夜は$30）、子供老人同額。3歳以下で椅子を使わない（同乗者の膝の上）場合は無料。電話で予約が可能だが、予約金$10がかかるようになった。使用されているのはトヨタのハイエースバン。
また後述するが、個人でゴルフカートを所有していれば、それを運転して目的地まで行くことは可能である。

### 自家用車・タクシー等
自家用車は、域内で事業をするのに必要であると許可されたデベロッパー自身の車、不動産屋やスーパー（宅配用トラック）、清掃業者用の車、また緊急用の車両を除き、所有は一切認められていない。そのため、自家用車を所有する人は、近隣都市（東涌など）に車庫を借りている。
外部から荷物の運搬等の事情で域内に車を乗り入れる際には事前に申請しなくてはならず、またトンネル通行料としてHK$50–250課金される。また、滞在時間に制限がある。
ディスカバリー・ベイでは自家用車の代わりにゴルフカートの利用のみが認められている。しかし台数は域内の交通部により500台に厳格に制限・管理されていて、昨今のニーズから今では権利金込み1台の価格が、もはや高級ラグジュアリーカーが買えるほどの120万香港ドルに上ってしまっている。しかもせっかくゴルフカートなのに何故かガソリンエンジンのものが採用されていて、排気ガスを撒きながらエンジン音を立てて走り回るので、環境が良く平穏なイメージが売り物でもあるディスカバリー・ベイのイメージと矛盾してしまっている（なぜかゴルフ場のゴルフカートは電動）。
一般のタクシー乗り入れは、DBノースに開業したホテルへの足として可能になった。ただし乗降はホテル付近のDBノースに限られているため、相変わらず域内の他の地域の人々には不便で、従来通りトンネル入口までバスで移動し、そこから香港各地へ利用する人は多い。（2015年6月現在）。

## 教育環境
幼稚園から中学（日本の中高一貫校に相当）まで、公立（政府補助付き）や私立の様々な学校が運営されている。
ディスカバリー・ベイにある主な学校は次のようになっている。
- ディスカバリー・ベイ・インターナショナル・スクール（愉景湾国際学校、Discovery Bay International School - DBIS 繁体字: 愉景灣國際學校） - 英語教育の私立のインターナショナルスクールで、小学生から中学生（Early Secondary）まで、1年生から9年生（中学3年生相当）までの生徒を受け入れている。
- ディスカバリー・カレッジ（Discovery College 繁体字: 知新書院）- 国際バカロレア資格に則った初等から中・高等過程までの一貫教育校で、政府系の私立独立学校計画 (the government's Private Independent Schools scheme) により2008-2009教育年度に開校した。現在1年生から9年生（中学3年生相当）までの生徒を受け入れている。
- SKHワイリン小学校（聖公会偉倫小学校、SKH Wei Lun Primary School 繁体字: 聖公會偉倫小學） - 中国語（広東語）教育の英国国教会系の小学校で、1年生から6年生までの生徒を受け入れている。

ディスカバリー・ベイにある主な幼稚園や保育園は次のようになっている。
- ディスカバリー・ベイ・インターナショナルスクール幼稚園（Discovery Bay International School (DBIS) Kindergarten） - 英語による、DBIS傘下の私立幼稚園
- DMK（Discovery Mind Kindergarten 繁体字: 弘志幼稚園） - 英語と中国語（広東語）による、私立幼稚園
- サンシャイン・ハウス（Sunshine House） - 英語による、私立幼稚園

だが、ディスカバリー・ベイにある学校だけでは、そこに暮らす子供たちをすべて受け入れきれていない。多くの小学生や中学生はフェリーやバスに乗って香港島や東涌、また葵青区にある学校へも通っている。
さらにカトリック系の一貫教育校が開発計画に入っているが、2015年6月現在まだ計画段階である。

## 行政サービス
ディスカバリー・ベイはデベロッパーである香港興業がオーナーである。管理業務は香港興業傘下のディスカバリー・ベイ・マネージメント社 (Discovery Bay Services Management Limited - DBSML) が行っている。ディスカバリー・ベイはかつて独自の貯水池を持ち、住宅地を上がったゴルフコースそばの谷あいに独自の浄水場を所有していた。2000年にトンネルが開通したことで、香港のランタオ島や新界地区にある水源および中国本土の珠江デルタの水源の両方を水源とする政府水道局による水道と繋がった。現在の行政サービスは消防署（救急車車庫）、郵便局および警察の出張所である。これらの施設はデベロッパーにより建設され、それぞれの行政主体によって運営されている。
2000年にトンネルが開通したことにより、香港政府は警察署や消防署、救急車車庫は必須ではないのでは、という提案をした。そして現在それらの運営主体は東涌に依頼している。また、コミュティセンターを北部に建設し、2005年に政府に引き渡し、運営が開始されている。

## 論争及び批評
他の多くの開発地域同様、ディスカバリー・ベイもいくつかの論争点を共有している。ありがちな不満は、ディスカバリー・ベイは他の香港と比較して高いといわれることである。それはメンバー限定のレクリエーションやエンターテイメントのためのクラブでの、料金の高い限られた買い物及びレストランなどである。さらには若者や老人たち向けのアクティビティがほとんど無いことが、彼らの不満となっている。計画にはまずスケート場が整備され、そのあと太極拳のエリアが整備されることになっている。しかしながらそれらのエリアがそのために整備されても、すぐそばに暮らす人との話し合いが終わっていない場合、なかなか使用開始できないことが予想される。
交通
交通に関しての不満は非常に頻繁である。香港の他の地域では、多くの会社によってよりよいサービスが競われているが、ディスカバリー・ベイではHKR傘下のDBTPL（フェリー）及びDBTSL（バス）が事業を独占している。
2008年フェリー値上げ論争
2008年10月8日、ディスカバリー・ベイと香港島の中環（セントラル）を結ぶ唯一のフェリー会社であるHKRインターナショナル (SEHK: 0480)傘下のDBTPLは、最大64%もの値上げを発議した。そして住民から様々なケースを想定した16 - 64%の値上げの方式を提示して、アンケート形式で意見を募った。それは現状（当時）の本数を維持するなら64%の値上げ、本数を減らすのならば最大16%の値上げにとどめる、という内容だった。ただし住人は1週間で返答しなくてはならず、高い料金を受け入れるか、サービスの低下を受け入れるかを迫られた。当時片道はHK$27、50回の回数券だと1回につきHK$23.20であった。
一番値上げ幅の低い選択肢は、現状平日113便が運行されているのを、40便にまで減らす、というものであった。これだと朝のピーク時でも70分に1本しか運航されないことになる。
また、深夜のフェリーはバス輸送に変更して廃止とし、サニー・ベイ駅か東涌駅行きのバスもそれを代行する手段とする、というものだった。
フェリー会社からの住民への書簡によると、燃料費が2001年には2千万香港ドルだったものが、2008年には8千万香港ドルと4倍に膨れあがって赤字となることが予想され、2001年からの累積債務も1億2千万香港ドル以上になる、ということだった。
ディスカバリー・ベイに暮らす地区評議員のAmy Yung Wing-sheungは、この会社は適正な運営をされていないと評し、そしてこれらの計画は乗客連絡グループ会議（Passenger Liaison Group meeting）において、満場一致で否決されたと述べた。
その後HKRは石油価格が落ち着いたこともあり、片道33.3%（50回の回数券は27.5%）の値上げ及び1日の本数を113から80に減便、深夜はバスサービスに切り替えるという新たな提案を提示した。
だが最終的に運輸局に認められたのは、片道HK$31（約15%値上げ）。しかし深夜料金の設定（00:00〜06:00まで+HK$13）が認められ、日中の運行間隔は20分間隔から30分間隔となった。それでも世間のインフレ率と比較して大幅な値上げであったが、当初の発議内容からは、ずいぶんと妥当なものとなった。
スポーツグラウンド
ディスカバリー・ベイにはスポーツグラウンドが現在無い（2つの小学校の間にある人工芝グラウンドを除く）。住民はスペースはいっぱいあるのだから、スポーツグラウンドが必要と感じている。ディスカバリー・ベイにおいてスポーツはとてもポピュラーで、いくつものスポーツチームも存在している。DBプラザでHKRに対して皆がスポーツグラウンドを欲しがっている旨の抗議活動をしたことがあるが、管理側はそれらの受け入れも手助けも拒否している。
建設・改装
現在進行中の開発地域、建設現場、多くの古い住居を改装時に発生するホコリやダスト、騒音の問題も、現在に至るまで続くディスカバリー・ベイでの論争である。ビルは政府（管理？）の規定により7年ごとに修理、改善しなくてはならないことになっている。

## その他
ディスカバリー・ベイは台風及び2004年に発生した乾燥気候や不注意などによる山火事以外の自然災害をほとんど受けていない。

## エコ・ビジネス・アワード
ディスカバリー・ベイは緑の街を標榜している。それは2002年に香港住宅委員会による環境住宅管理大賞 (Green Property Management Award) 個人用住宅部門賞を受賞したことで決定づけられた。緑の街を作っていくために、ディスカバリー・ベイ・マネージメント社 (DBSML) は従来のバラストを、省エネルギー型のチューブに交換した。通路や街灯、ビルの玄関の照明などを再調査し、不要なものは取り外した。その結果ラ・ビスタ（DB内のある居住区）では30%の電気代を節約することができた。省エネ活動とは別に、フリーマーケットや古本、古着、不要家庭用品の回収はリサイクリングを推進する手段として常に実施されている。
多くの環境保護団体がゴルフカートを現在のガソリン駆動のものから電動のものに交換するよう圧力をかけているが、管理会社及びバスを欧州環境規格のバスに変更することが優先事項であるとする住人たちがそれに抵抗している。